# Malachietgroen
Malachietgroen is een giftige, groene trifenylmethaankleurstof. Het is ook bekend als anilinegroen, basisgroen 4, diamantgroen B en Victoriagroen B. Het vindt onder meer toepassing om bacteriën te kleuren. Het dient als kleurstof voor zijde, leer en papier. Verdund is het bruikbaar als plaatselijk ontsmettingsmiddel tegen parasieten, schimmels en bacteriën. Het heeft, behalve de kleur, niets gemeen met het mineraal malachiet.

## Synthese
Malachietgroen wordt bereid uit N,N-dimethylaniline en benzaldehyde, in aanwezigheid van zinkchloride of geconcentreerd zwavelzuur. De oxidatie van het gevormde intermediair (de leukovorm van malachietgroen) met behulp van lood(IV)oxide levert een tertiair alcohol, de carbinolvorm. Door toevoeging van geconcentreerd waterstofchloride elimineert het alcohol tot de chromatische vorm.

## Vormen
Malachietgroen komt voor in drie vormen. De meest voorkomende is de chromatische vorm: dit is een groene kleurstof. Het lichaam van mens en dier zet dit om naar de carbinolvorm. Deze dringt door celmembraan. In de cel zet dat zich om naar de leukovorm. Die blijft dagen in het lichaam en is toxisch.

## Toepassingen
Malachietgroen vond vroeger toepassing in kleurstoflasers en als pH-indicator tussen pH 0,2 - 1,8. De leucovorm kan dienen om bloedsporen te vinden: die kleuren dan groen. Tegenwoordig worden ze in het laboratorium gebruikt voor het aantonen van sporen in bacteriën en schimmels.

### Viskweek
Vroeger vond het toepassing om vis en viseieren te ontsmetten, onder meer bij kweek van forel. Eten van vis met malachietgroen schaadt de gezondheid. De stof is ingedeeld als klasse II gezondheidsschadelijk omdat ze giftig is en leverkanker kan veroorzaken. Omdat het goedkoop en eenvoudig aan te maken is, wordt het in sommige landen nog altijd toegepast bij viskweek. Zo werd het in 2005 aangetoond in krab, paling en andere vis ingevoerd uit China en Taiwan. Malachietgroen werkt goed tegen de schimmel Saprolegnia, die viseieren aantast bij viskweek. Het vindt ook toepassing tegen ichthyophthirius in aquaria, hoewel sommige vissen er slecht tegen bestand zijn.